# 羽山信樹
羽山 信樹（はやま のぶき、1944年12月23日 - 1997年6月10日）は、日本の小説家、漫画原作者。

## 経歴
- 1944年12月23日、東京都に生まれる。
- 武蔵工業大学（現東京都市大学）卒業。8年間海外で放浪した後、創作に専念。
- 葉山伸の名で劇画原作などを手がけた。『流され者』（甲良幹二郎の作画）は、のちに小説としても刊行された。
- 1997年、『がえん忠臣蔵』で第18回吉川英治文学新人賞候補。同年6月10日、死去。

## 作品リスト

### 小説
- 流され者
  - 流され者1 壬生宗十郎・狂神の章
    - 1984年5月、カドカワノベルズ、ISBN 9784047767010
    - 1985年12月、角川文庫、ISBN 9784041621011

  - 流され者2 壬生宗十郎・木端微塵剣
    - 1984年7月、カドカワノベルズ、ISBN 9784047767027
    - 1985年12月、角川文庫、ISBN 9784041621028

  - 流され者3 壬生宗十郎・怒涛の章
    - 1984年9月、カドカワノベルズ、ISBN 9784047767034
    - 1985年12月、角川文庫、ISBN 9784041621035

  - 流され者4 壬生宗十郎・鬼哭の章
    - 1985年5月、カドカワノベルズ、ISBN 9784047767041
    - 1985年12月、角川文庫、ISBN 9784041621042

  - 流され者5 壬生宗十郎・断骨の章
    - 1985年9月、カドカワノベルズ、ISBN 9784047767058
    - 1985年12月、角川文庫、ISBN 9784041621059

  - 流され者6 壬生宗十郎・死生の章
    - 1985年12月、カドカワノベルズ、ISBN 9784047767065
    - 1986年1月、角川文庫、ISBN 9784041621066
- プラチナプラチナ（1985年3月、角川書店、ISBN 9784048724043）
- 幕末刺客列伝
  - 1985年11月、角川書店、ISBN 9784048724289
  - 1987年9月10日、角川文庫、ISBN 9784041621073
- 総統の午前零時（1987年11月25日、角川文庫、ISBN 9784041621103）
- 第六天魔王信長
  - 上巻、1987年9月10日、角川文庫、ISBN 9784041621080
  - 下巻、1987年12月25日、角川文庫、ISBN 9784041621097
- 戦国魔火矢
  - 1988年9月5日、講談社ノベルス、ISBN 9784061814455
  - 2001年12月20日、祥伝社ノン・ノベル、ISBN 9784396207304
- 滅びの将―信長に敗れた男たち
  - 1990年9月5日、新人物往来社、ISBN 9784404017550
  - 1993年11月、富士見書房時代小説文庫、ISBN 9784829112472
  - 2000年11月1日、小学館文庫、ISBN 9784094035872
- 夢狂いに候
  - 1991年10月5日、新人物往来社、ISBN 9784404018540
  - 1994年8月10日、富士見書房時代小説文庫、ISBN 9784829112564
  - 2000年10月1日、小学館文庫、ISBN 9784094035865
- 是非に及ばず―異聞信長記
  - 1991年12月20日、新人物往来社、ISBN 9784404018786
  - 2000年9月1日、小学館文庫、ISBN 9784094035858
- 波濤の王―Rey del Olaje
  - 1992年6月25日、日本経済新聞社、ISBN 9784532170226
  - 2001年7月、祥伝社ノン・ノベル、ISBN 9784396207205
- 光秀の十二日
  - 1993年6月30日、新人物往来社、ISBN 9784404020420
  - 2000年8月1日、小学館文庫、ISBN 9784094035841
- 邪しき者―柳生秘剣　影
  - 1993年8月25日、カドカワノベルズ、ISBN 9784047767072
  - （『邪しき者』）1995年10月10日、新人物往来社、ISBN 9784404022707
  - （『邪しき者（上）柳生秘剣』）1999年8月1日、小学館文庫、ISBN 9784094035810
- 邪しき者―尊之介　血涙剣
  - 1994年1月25日、カドカワノベルズ、ISBN 9784047767089
  - （『邪しき者（中）血涙剣』）1999年8月1日、小学館文庫、ISBN 9784094035827
- 邪しき者―生々流転剣
  - 1994年11月25日、カドカワノベルズ、ISBN 9784047767096
  - （『邪しき者（下）生々流転剣』）1999年8月1日、小学館文庫、ISBN 9784094035834
- 破門（1995年7月15日、新人物往来社、ISBN 9784404022370）
- 火輪疾走せり（1996年1月30日、新人物往来社、ISBN 9784404023438）
- がえん忠臣蔵（1996年4月10日、講談社、ISBN 9784062081535）
- 信長豪剣記（1997年3月15日、講談社、ISBN 9784062085762）
- 尼子一族興亡記（1997年9月10日、新人物往来社、ISBN 9784404025289）
- 江戸の川風（2003年6月10日、講談社、ISBN 9784062119108）

### 漫画（劇画）原作
- 女占い師魅狐（メッセンジャーミコ）（作画：石川フミヤス）
- 八丈人別帳（作画：甲良幹二郎、さいとう・プロ） ※単行本再刊時に『流され者外伝 八丈人別帳』と改題された。
- 流され者（作画：甲良幹二郎、さいとう・プロ）
- 女子大生課外授業（作画：引間道夫）
- 狸山絶唱（連載劇画 人間と動物の愛情シリーズ 作画：久松文雄）
- 小次郎三世（作画：水島健一朗）
- いのちの牙（作画：峰岸とおる）
- 少年忍者 風よ（作画：横山光輝）
- 翔べ、イーグル（作画：芳谷圭児）